# ロスローリエン
ロスローリエン（Lothlórien、「花咲く地」の意）は、J・R・R・トールキンの『指輪物語』などに登場するエルフの国の一つ。カナ表記はロスロリエン、ロスロリアンとも。
ケレボルンとガラドリエルによって統治される。ラウレリンドーリナン(Laurelindórenan、「歌う黄金の谷」の意）の異名を持つ。